# Ovillejo
Un ovillejo (terme dérivé de l'espagnol ovillo, "pelote" ou "écheveau") est une forme poétique qui regroupe dix vers séparés en deux ensembles de six et de quatre vers.

## Définition

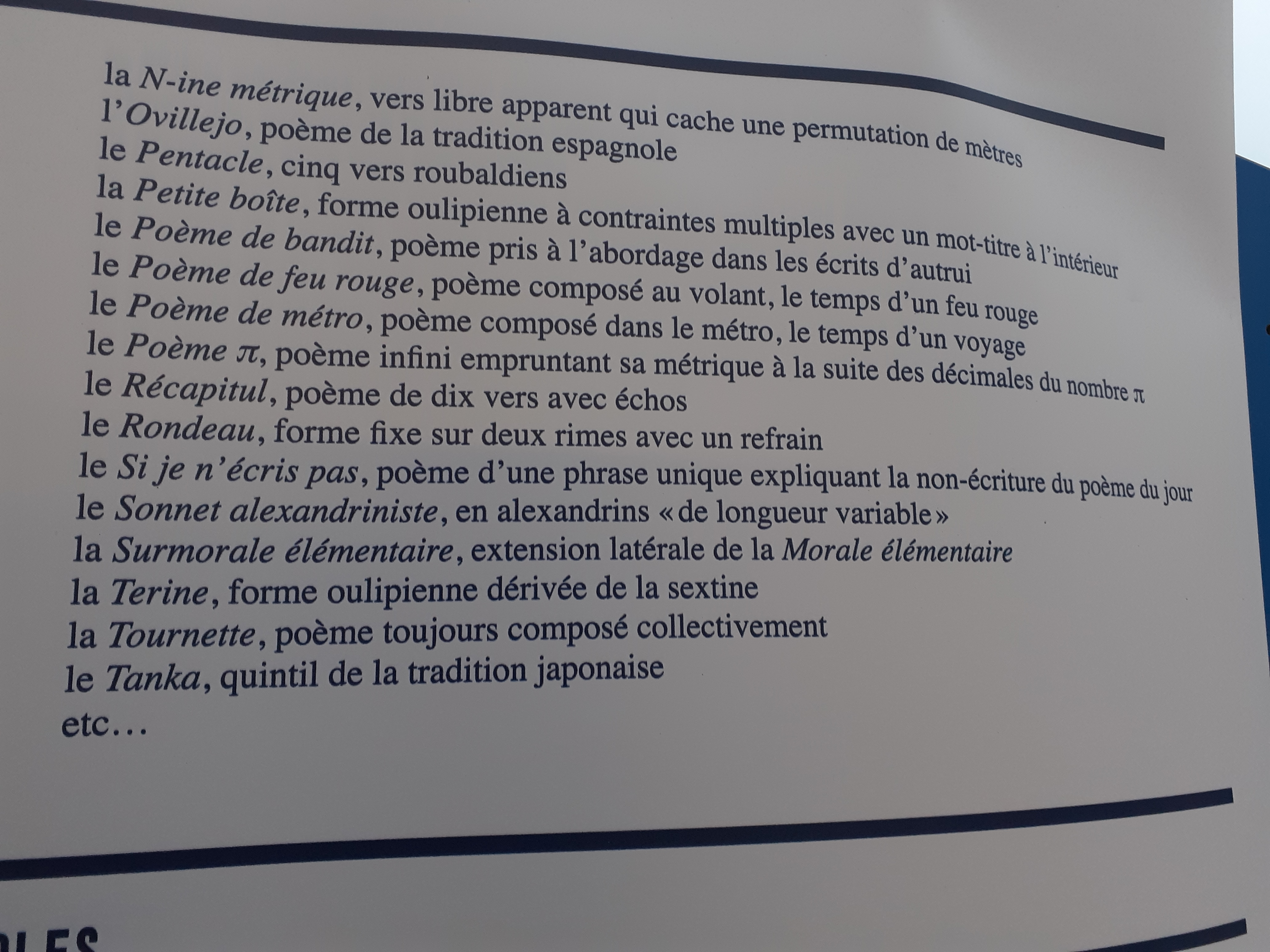
Liste de formes poétiques à la Bibliothèque Georges-Perec

L’ovillejo est une forme inventée, du moins popularisée par Miguel de Cervantes, notamment dans Don Quichotte. Le premier ensemble compte trois couplets de pied brisé, formés chacun par une question en octosylllabe et sa réponse en tétrasyllabe, toujours avec une rime consonante. Les quatre derniers vers forment une redondilla qui résume le sens des vers antérieurs moyennant le mécanisme rhétorique de la dissémination. La rime des vers 5 et 6 doit être le même que celle des vers 7 et 10 pour que les deux parties s'unissent. Le schéma métrique de l'ovillejo est le suivant : 8a3a8b3b8c3c8c8d8d8c.

## Historique
Les premiers ovillejos connus sont écrits par Cervantes, plus précisément dans L'illustre Fregona et dans le chapitre XXVII du Quichotte. L’un d’eux est reproduit ci-après :
¿Quién mejorará mi suerte?
¡La muerte!
Y el bien de amor, ¿quién le alcanza?
¡Mudanza!
Y sus males, ¿quién los cura?
¡Locura!
Dese Façon n'est pas bon sens
Vouloir soigner la passion,
Lorsque les remèdes sont
Mort, revirement et folie.
Les auteurs ayant postérieurement employé l'ovillejo sont Juana Inés de la Cruz, José Zorrilla, Rubén Darío, Eduardo Marquina et Pedro Muñoz Sèche, entre autres. Dans la période contemporaine, Fray Josepho en a produit une grande variété à tonalité humoristique, dans une finalité de satire politique. IIlest aussi utilisé dans le chant improvisé des payadores du Chili (Juan Carlos Bustamante) et du Brésil (Paulo de Freitas Mendonça).